# Topoliwka (obwód ługański)
Topoliwka (ukr. Тополівка) – osiedle na Ukrainie, w obwodzie ługańskim, w rejonie siewierodonieckim. W 2001 liczyło 92 mieszkańców.